# یوهانا کواندت
یوهانا کواندت، (به آلمانی: Johanna Quandt) (زاده ۲۱ ژوئن ۱۹۲۶ – درگذشته ۳ اوت ۲۰۱۵) کارآفرین و سرمایه‌دار آلمانی بود، که از سهام‌داران اصلی شرکت ب‌ام‌و بشمار می‌آید. کواندت بیوه و وارث هربرت کواندت است و در ماه مارس ۲۰۱۴ با دارایی خالص ۱۳ میلیارد دلار، از سوی مجله فوربز در رتبه ۸ از فهرست ثروتمندترین افراد آلمان قرار گرفت.